# Naganuma
Naganuma (長沼町?) è una cittadina giapponese della prefettura di Hokkaidō.